# پل آنکا
پل آنکا (انگلیسی: Paul Anka؛ زادهٔ ۳۰ ژوئیهٔ ۱۹۴۱) یک موسیقی‌دان، ترانه‌سرا، خواننده و بازیگر اهل کانادا است. وی از سال ۱۹۵۵ میلادی تاکنون مشغول فعالیت بوده‌است.
او با آهنگ‌های Diana، پسر تنها (Lonely boy)، سرت را روی شانه‌هایم بگذار (Put Your Head on My Shoulde) و You're) Having My Baby) به شهرت رسید.
از فیلم‌ها یا برنامه‌های تلویزیونی که وی در آن نقش داشته است، می‌توان به طولانی‌ترین روز، ۳۰۰۰ مایل به گریسلند، زمان سگ دیوانه، کاپیتان ران و شهر دختران اشاره کرد.